# Otto Rasch
Emil Otto Rasch (Friedrichsruh, 7 dicembre 1891 – Wehrstedt, 1º novembre 1948) è stato un militare, poliziotto e criminale di guerra tedesco che ha guidato l'Einsatzgruppe C, che ha operato in Ucraina settentrionale e centrale fino all'ottobre 1941, durante l'Olocausto ebraico nella seconda guerra mondiale.

## Biografia
Rasch nacque a Friedrichsruh, nel nord della Germania. Con un doppio dottorato universitario in Giurisprudenza ed Economia Politica era conosciuto, secondo la tradizione accademica tedesca, come "Dr. Rasch".
Lavorò per la Marina Imperiale durante la prima guerra mondiale, e raggiunse il grado di tenente, ricevendo la Croce di ferro nella sua seconda laurea per meriti di guerra.
Lavorò come avvocato a Lipsia e il 1º ottobre 1931 si unì nel partito nazista tedesco NSDAP, con la scheda numero 620976. Due anni più tardi, il 10 marzo 1933, si unì alle SS con il numero 107100. Dopo il sequestro del potere da parte dei nazisti fu sindaco di Radeberg e Wittenberg.
Nel 1938 fu nominato capo della Gestapo a Francoforte.
Con l'approvazione di Heydrich, organizzò la creazione del campo di concentramento di Soldau tra gennaio e febbraio 1940, dove i prigionieri politici potevano essere giustiziati in segreto.
Da giugno a ottobre 1941 comandò l'Einsatzgruppe C, responsabile del massacro di Babi Yar, dove morirono 33.771 ebrei da Kiev e oltre 60.000 zingari e commissari di servizio russi NKVD. Per questo ha ricevuto la Croce di ferro di seconda classe. Rasch rimase vedovo nel 1944.
Per quei crimini fu arrestato alla fine della guerra nel 1945 e formalmente accusato nel Processo agli Einsatzgruppen; ma nel febbraio del 1948 fu dichiarato incapace di essere processato a causa della malattia di Parkinson, a causa del quale morì il 1 ° novembre dello stesso anno.
Rasch parlava fluentemente inglese, francese e italiano oltre al suo tedesco nativo.